# Bruse skald
Bruse Hallason (Brúsi Hallason), även kallad Bruse skald, var en isländsk bygdeskald verksam under senare delen av 900-talet. Han härstammade från gården Jórunnarstaðir i Eyjafjorden och är omnämnd i Landnamsboken (Melabók) och i Viga-Glums saga (Glúma).
En släkting till Viga-Glum var Eyjolf Valgerdarson (Eyjólfr Valgerðarson), som var sonson till landnamsmannen Helge den magres dotter och far till stormännen Gudmund den mäktige på Möðruvellir och Einar på Tvärå (Þverá). Einar var ovän med Viga-Glum och den som mest bidrog till att förbittra dennes sista levnadsår. Eyjolf Valgerdarsons faster hade en son som hette Halle, med tillnamnet "den vite". Denne Halle hade tre söner som är kända till namnet, nämligen Bruse skald, Orm och Bård. Om Orm är ingenting känt, men Bård dräptes av Viga-Glums son Vigfus, trots ingången förlikning, och fick sig då tillägnat en arvdrapa av vilken blott omkvädet finns bevarat. Vem som diktade drapan omtalas inte, men det är väl troligt att det var brodern Bruse, som är särskilt nämnd som skald. 
Av Bruses skaldskap i övrigt återstår i dag endast en lausavísa, diktad då den besegrade Viga-Glum flydde från hösttinget omkring år 995 efter att ha förlorat striden mot Einar på Tvärå. Bruse var då i följe med Einar. Strofen finns i både Landnamsboken och Viga-Glums saga.